# Constance Barnicoat

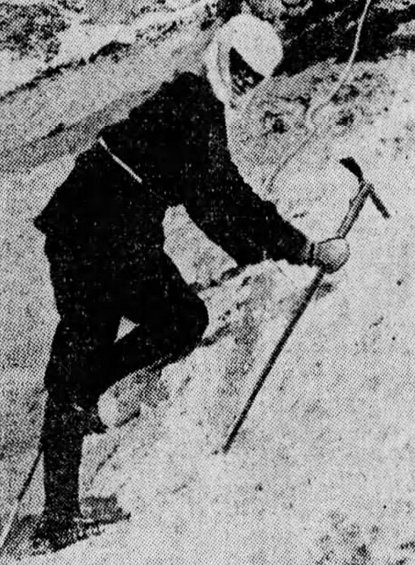
Constance Alice Barnicoat
beim Bergsteigen auf das Schreckhorn in den Berner Alpen, Schweiz (März 1911)

Constance Alice Barnicoat (* 27. November 1872 in Richmond, im Tasman District, Neuseeland; † 16. September 1922 in Genf, Schweiz) war eine neuseeländische Stenografin, Dolmetscherin, Journalistin und Bergsteigerin.

## Frühes Leben
Constance Alice Barnicoat wurde am 27. November 1872 als letztes von sieben Kindern der Eheleute Rebecca Lee Hodgson und John Wallis Barnicoat, einem früheren Farmer, in Richmond im Tasman District geboren. Ihr Vater wurde Mitglied des Provinzrats von Nelson und des Legislativrats. Constance erhielt eine klassische Ausbildung, die zu der Zeit üblich war, und hatte Kontakt mit englischen Zeitungen, die ihre Eltern regelmäßig von England bezogen. In den Jahren 1888 und 1889 besuchte sie das Nelson College for Girls und schrieb sich anschließend für ein Bachelor-Studium am Canterbury College in Christchurch ein.

## Beginn als Stenografin
Nach ihrem Studium, das sie im Jahr 1895 abschloss, arbeitete sie drei Jahre lang als Sekretärin für den Politiker Francis Henry Dillon Bell, der in Wellington seinerzeit Mitglied des Repräsentantenhauses war. Im selben Jahr hatte sie das Pitman-Zertifikat in Stenografie mit einem erstklassigen Abschluss erworben. 1896 wurde Constance dann zur ersten offiziellen Stenografin des Landes berufen, die für einen Ausschuss des Legislativrats, der Angelegenheiten der Bank of New Zealand untersuchte, schrieb.

## England
Im Mai 1897 reiste Constance nach England, um sich an der Metropolitan School for Shorthand and Languages in London weiterzubilden. Sie gewann dort einen Preis für den ersten Platz in Deutsch und Französisch, konnte aber auch Italienisch und Spanisch lesen. Später erlernte sie auf ihren Reisen auch fließend Spanisch sprechen. William Thomas Stead, Mitbegründer und Herausgeber des Review of Reviews engagierte Constance im Jahr 1898 wegen ihrer hervorragenden Sprachkenntnisse und nahm sie 1899 als Sekretärin und Dolmetscherin mit zur Haager Friedenskonferenz. Constance begann auch fremdsprachige Bücher Steads Blatt zu rezensieren und schrieb auch freiberuflich für die Christchurch Weekly Press und einigen englischen Zeitschriften.

## Neuseeland
1902 besuchte Constance Neuseeland und überquerte am 3. April 1903 zusammen mit zwei weiteren Frauen den 2150 m hohen Copland Pass in den Southern Alps des Landes. Sie waren die ersten Frauen, die dies bis dahin getan hatten. Ihre Erfahrungen dort, die sie gesammelt hatte, waren dann auch das Thema eines ihrer ersten Artikel dazu. Bei ihrer Bergtour trug Constance Hosen, was zu jener Zeit für Frauen unüblich war und folglich ein Thema vor allem bei den Männern wurde. 1903 verließ sie Neuseeland wieder und ging zurück nach London.

## England
Nach ihrer Rückkehr nach London wurde sie Redaktionsmitglied des Review of Reviews. Ihre Kritik, die sie von dem Blatt aus nach Neuseeland über die Neuseeländer sandte, blieb nicht ohne Widerhall. Der Vorwurf der Engstirnigkeit in politischen Angelegenheiten und einem Mangel an harter Arbeit der Neuseeländer führte dazu, dass man in Neuseeland versuchte sie nicht mehr ernstzunehmen und sie als „a first class scold“ (eine erstklassige Schimpftante) bezeichnete. Ihre bergsteigerischen Leistungen brachten ihr dazu noch die Bemerkung ein, dass „die moderne, gebildete junge Frau ... viel eher etwas erreichen kann, wenn sie sowohl ihre Muskeln als auch ihren Verstand trainiert“.
Inhren Erfahrungen in Bezug auf das Bergsteigen veranlasste Constance dazu, im Jahr 1905 in den französischen Dauphiné Alpen die bis zu knapp 4000 m hohen L’Ailefroide zu besteigen, 1907 im Kaukasus zu klettern und 1911 über eine Winterbesteigung den 4078 m hohen Schreckhorn in der Schweiz zu bewältigen. Auf ihren Reisen zu abgelegenen Orten lernte sie Teile von Südamerika kennen und besuchte später Nordamerika, Skandinavien und den Nahen Osten. Über ihre Liebe zum Bergsteigen und zum Journalismus lernte sie den Journalisten und Dozenten Israel Julian Grande, einen rumänischen Juden, kennen und heiratete ihn am 29. März 1911 in London. Sie nahm seinen Namen an. Aus der Ehe gingen keine Kinder hervor.

## Schweiz
1913 ließen sie sich in Bern in der Schweiz nieder. Sie arbeiteten beide als Korrespondenten für britische, amerikanische und neuseeländische Zeitungen und redigierten von 1913 bis 1914 auch die englische Ausgabe des International Peace Bureau's Journal. Sie äußerten sich kritisch über britische Pazifisten und Wehrdienstverweigerer und traten der deutschen Propaganda entgegen, indem sie neben ihrer regulären Arbeit eine mehrsprachige Monatszeitschrift herausgaben und Pamphlete veröffentlichten. Nach dem Krieg zogen sie nach Genf, dem Sitz des Völkerbundes. Constance nahm dort ab 1915 nur an zwei Sitzungen des Völkerbundes teil, denn die langen Sitzungen hatten ihre Gesundheit in Mitleidenschaft gezogen. Außerdem wurde ein Tumor bei ihr diagnostiziert, der nicht geheilt werden konnte.
Constance Alice Grande verstarb am 6. September 1922 im Alter von nur 49 Jahren in Genf. Ihr Mann benannte ihr zu Ehren einen Berggipfel, den er am 6. März 1923 bestieg,  nach ihr. Der seither Mount Barnicoat genannte Gipfel besitzt eine Höhe von 2800 m und befindet sich in den Southern Alps inmitten von Gletschern. Zwei weitere geographische Orte führen heute ihren Namen, der Barnicoat Walkway in Nelson und die Barnicoat Range im Tasman District.